# Soupex
Soupex település Franciaországban, Aude megyében. Lakosainak száma 240 fő (2022. január 1.). Soupex Airoux, Montmaur, Puginier, Ricaud, Saint-Paulet, Souilhanels, Souilhe és Saint-Félix-Lauragais községekkel határos.

## Népesség
A település népessége az elmúlt években az alábbi módon változott:
| Lakosok száma | 245  | 234  | 213  | 250  | 275  | 267  | 246  | 236  | 234  | 240  |
|               | 1968 | 1982 | 1990 | 2006 | 2013 | 2015 | 2017 | 2019 | 2020 | 2022 |